# Örtjärn (Silleruds socken, Värmland)
Örtjärn är en sjö i Årjängs kommun i Värmland och ingår i Göta älvs huvudavrinningsområde.